# Katastrofa lotu Lufthansa CityLine 5634
Katastrofa lotu Lufthansa CityLine 5634 – zakończony wypadkiem lot, do którego doszło 6 stycznia 1993 roku. Bombardier Dash 8-300 należący do Lufthansy CityLine wystartował z lotniska w Bremie o 17:30 i leciał do lotniska w Paryżu z 19 pasażerami i 4 członkami załogi. Podczas końcowego podejścia do Paryża samolot był gotowy do lądowania na pasie 27 (obecnie 27L), ale kontrola ruchu lotniczego zaleciła załodze przerwanie lądowania z powodu na krótko zamkniętego pasa startowego. W tym momencie piloci wznieśli się i wykonali manewr, aby przejść na pas 28 (obecnie 26 R). W chmurach i gęstej mgle samolot wszedł w wysokie tempo opadania i uderzył w ziemię. Samolot rozpadł się na dwie części, ale nie było ognia. W wypadku zginęło 4 pasażerów, 16 osób zostało rannych.

## Wypadek
Samolot wystartował z lotniska w Bremie o 17:30, zgodnie z harmonogramem, wznosząc się na wysokość przelotową 24 000 stóp (7315 m). 25 minut przed wypadkiem załoga uzyskała pierwsze pozwolenie na lądowanie z wykorzystaniem podejścia ILS na pasie startowym 27 na wysokości 4000 stóp. Wkrótce potem pas startowy został zamknięty, gdyż miał być oczyszczony. Kontrola ruchu lotniczego zapytała załogę lotu LH5634, czy mogą skręcić w lewo, aby wykorzystać ścieżkę schodzenia ILS do pasa 28 (równoległego i dłuższego o 15 metrów). Załoga odpowiedziała „oczywiście, że możemy”. Kontroler przekazał LH5634 swojemu koledze odpowiedzialnemu za południowy pas, który wkrótce poinformował załogę, że znajdują się 1,5 mili od progu pasa. Pilotów zapytano, czy widzą już pas. Po otrzymaniu negatywnej odpowiedzi, kontroler poinstruował załogę, aby utrzymała aktualny kurs i przygotowała się na ewentualną procedurę nieudanego podejścia. Gdy kontroler poinformuje załogę o 19:19, że właśnie przekraczają próg pasa startowego, samolot niemal jednocześnie znika z radaru. Podobnie piloci nie odpowiadali już na jego wiadomości radiowe. Dlatego o 19:20 wieża kontrolna ogłasza stan alarmowy. Wrak samolotu zostaje odnaleziony o 19:55. W wypadku zginęło czterech pasażerów, w tym dziecko. Ponadto pięć osób zostało poważnie rannych, a jedenaście innych odniosło drobne obrażenia, w tym czterech członków załogi. Bombardier został poważnie uszkodzony, a później rozebrany.

## Dochodzenie
Dochodzenie wykazało, że pierwszy oficer wyłączył autopilota 80 sekund przed zderzeniem, a kolejne dziesięć sekund później obie przepustnice były w położeniu neutralnym. Ten typ samolotu nie ma automatycznej kontroli ciągu. System ostrzegania o bliskości gruntu (GPWS), który wskazuje na nadmierne tempo opadania, po raz pierwszy uruchomił alarm 53 sekundy przed uderzeniem. Następnie alarmy „TERRAIN” i „PULL UP” rozbrzmiały przez 47 sekund, aż do uderzenia. Wypadek spowodowany był złym zachowaniem załogi. Piloci albo nie zauważyli zbyt wysokiego tempa opadania, albo zrobili to za późno, chociaż GPWS wydała liczne alarmy dźwiękowe. Zapomnieli też wysunąć klap, bez których przeciągnięcie przy niskiej prędkości następuje szybciej. Jak wskazali kontrolerzy ruchu lotniczego, załoga powinna była wykonać procedurę nieudanego podejścia w przypadku braku widoczności pasa.

## Konsekwencje
Po wypadku Lufthansa CityLine została skrytykowana przez media, ponieważ loty były realizowane przez firmy zewnętrzne, które nie spełniają standardów szkolenia i bezpieczeństwa pilotów Lufthansy.